# 師団司令部令
師団司令部令（しだんしれいぶれい、昭和15年7月13日軍令陸第13号）は、1940年から1945年まで、日本陸軍の師団長の権限と師団司令部の組織を規定した法令である。昭和15年軍令陸第13号。全19条。
1940年（昭和15年）7月10日に師団司令部条例を改定する軍令陸第13号として制定され、13日に公布、8月1日に施行された。1941年（昭和16年）と1943年（昭和18年）に改定され、1945年（昭和20年）4月1日に師管区司令部令に改称・改定されてなくなった。

## 解説
師団司令部条例（1888年）、師団司令部令（1940年）、師管区司令部令（1945年）は、条文の構造がほぼ同じである。作戦部隊としての師団の編制・任務を規定するものではなく、平時・戦時を通じた師団長の権限と、師団司令部の基本構成を定めたものである。師団が担当する管区を師管といい、師団長の権限の多くは師管を対象とする。
前身の「条例」との大きな違いは、師団長の地位である。「条例」のもとで、師団長は天皇に直隷する高い地位を持っていた。師団司令部令が定める師団長は、天皇に任命される親補職ではあったが直隷ではなく、軍司令官の隷下に置かれた。同じ日に制定・施行された軍司令部令にあわせた改正である。これにともない、師団長の多くの権限行使に軍司令官への報告が義務づけられた。
太平洋戦争の戦時下に制定されたので、二点、注意を要することがある。第一に、当時ほとんどの師団は出征して日本を離れており、動員計画や師管の防衛は留守師団が掌っていた。師団司令部令の適用を受けたのはそれら留守師団（留守師団長・留守師団司令部）である。第二に、戦時に動員された師団の多くには師管がわりあてられておらず、適用される条文は部下軍隊と司令部に関するものに限られた。

## 師団長の権限
師団司令部令による師団長の権限・任務は以下の通り。
- 動員計画（第2条）。
- 部下軍隊の錬成（第3条）
- 師管の防衛とその際の隷下外部隊への区処[5]（第4条）。近衛師団長にはさらに禁闕守護（皇居の守り）の任務。
- 防衛の演習とその際の隷下外部隊への区処（第5条）
- 地方長官の要請による緊急の兵力使用（第6条）
- 防疫上の必要による緊急の部隊移動（第8条）と隷下外部隊への区処（第7条）
- 部下軍隊と軍紀・風紀・内務・兵器・経理・衛生・馬事の統監（第10条）
- 師管内の陸軍諸部隊の軍紀・風紀の監督（第10条）
- 軍司令官に毎年師団の状況を報告（第12条）

師団長は軍司令官の隷下にあるが、以下の事柄について区処を受ける（第11条）
- 軍政および人事について、陸軍大臣
- 動員計画について、参謀総長
- 教育について、教育総監

## 師団司令部の構成
師団長のほか、第13条に定める師団司令部の構成は以下の通り
- 参謀部
- 副官部
- 兵務部（1941年設置）
- 兵器部
- 経理部
- 軍医部
- 獣医部
- 法務部

このうち、参謀部と副官部をあわせて幕僚といった。

## 改正
師団司令部令は、1941年（昭和16年）と1943年（昭和18年）に改正された。
1941年の改正は、軍令陸第19号として7月28日に制定、29日に公布、8月1日に施行された。内容は、師団司令部に兵務部を置くこと、司令部付将校の規定を除くことである
1943年の改正は、軍令陸第14号として6月26日に制定、7月1日に公布、8月1日に施行された。同日制定の軍令陸第15号が朝鮮の師管を廃止したことにともない、朝鮮の師団の管区を「軍司令官が定める地域」とした。また、朝鮮の師団司令部に兵務部を置かないことも定められた。